# Obaga de Sant Salvador
L'Obaga de Sant Salvador és una obaga del municipi de Gavet de la Conca, al Pallars Jussà, dins de l'àmbit del poble de Merea. És a l'extrem de llevant del terme municipal, a l'est de Merea, al vessant nord de la Serra de Comiols. És a la dreta del riu de Conques i al sud-oest del Serrat Ample. Travessen l'obaga el barranc del Pau i el barranc de Planistella.